# Сумароков Віктор Юрійович
Сумароков Віктор Юрійович (нар. 4 березня 1954, Сімферополь, УРСР) — радянський і російський композитор. 
Закінчив Московську консерваторію (1978, клас А. I. Хачатуряна).
Автор симфонічних і вокальних творів, музики до драматичних спектаклів, художніх і документальних кіно- і телефільмів.

## Фільмографія
- «Через дві весни» (1985)
- «Хвилі вмирають на березі» (1985)
- «Без сина не приходь!» (1986, Одеська кіностудія)
- «Квиток в один кінець» (1988, к/м; Одеська кіностудія)
- «Нокдаун» (1989) та ін.